# Девід Келлі (актор)
Девід Келлі (англ. David Kelly; нар. 11 липня 1929, Дублін — пом. 12 лютого 2012, Ґостаун) — ірландський актор, який регулярно знімався в кількох фільмах і телевізійних роботах, починаючи з 1950-х років. Один з найбільш впізнаваних голосів і облич ірландської сцени та екрану, Келлі — відомий за ролями Рашерса Тірні у фільмі «Місто шльондр», кузена Енди «Я матуся», будівельника містера О'Рейлі «Вежі Фолті», Альберта Ріддла «Robin's Nest» та дідуся Джо «Чарлі та шоколадна фабрика» (2005). Ще одна помітна роль — Майкл О'Салліван у фільмі «Сюрприз старого Неда».

## Біографія
Девід Келлі народився 11 липня 1929 року в Дубліні, Ірландія. Здобув освіту в Дублінській школі Християнських Братів (Сіндж-стріт). Почав грати у віці восьми років у міському театрі Ґаєті, заохочений шкільним учителем, він також виступав з Музичним товариством «Ратмайнс» та «Ратґар». Продовжив навчання в Театральній школі Абатства. Підробляв малюванням і каліграфією, а також вивчав — акварельне мистецтво. З'явився на сцені в оригінальній постановці Брендана Бієна «Приречений» , а свою першу велику роль отримав у виставі Семюела Бекета «Остання стрічка Краппа» (Театр Абатства, 1959). До того часу дебютував на екрані, зігравши невелику роль у фільмі-нуар режисера Джона Померойя «Дублінський жах» (1958).
Один із його перших виступів на телебаченні відбувся на каналі RTÉ у фільмі «О'Ді — твій чоловік» (англ. O'Dea's Your Man) (1964), в якому він зіграв роль Ігнатія навпроти Джиммі О'Ді. Став відомим обличчям на британському телебаченні завдяки комедії BBC «Я матуся», в якій він зіграв ролі Майло О'Ші та Анни Манахан. Часто з'являвся в гостьових ролях у таких серіалах, як «О, батьку!» і «Не зважайте на якість, відчуйте ширину», а особливо в 1970-х роках — у ролі однорукого посудомийника Альберта Ріддла в спін-оффі «Чоловік у домі» — «Робінзонове гніздо». Також регулярно знімався разом з Брюсом Форсайтом в обох серіях комедії «День стропальника» з 1986 по 1987 рік, а в 1991 році з'явився в першій серії ситкому BBC «2point4 Children» в ролі власника кафе Педді. У 1975 році здобув найбільшого визнання, зігравши невмілого будівельника пана О'Рейлі у другому епізоді серіалу «Вежі Фолті» («Будівельники»).
Келлі — озвучував «Невагому принцесу» — частково анімаційний, годинний сімейний фільм-фентезі, який транслювався на BBC у 1978 році.
В Ірландії, можливо, найвідоміший за роль персонажа «Рашерса» Тірні в міні-серіалі RTÉ «Місто шльондр» (1980), в якому знялися: Пітер О'Тул, Сіріл К'юсак і Пітер Устінов. Зіграв головні ролі в таких телевізійних шоу, як «Ферма Еммердейл» у 1980-х р. і «Гленрой» у 1990-х р, а також зіграв дідуся у фільмі Майка Ньюелла «На Захід» (1992). Після появи в ролі Майкла О'Саллівана у фільмі «Сюрприз старого Неда» (1998), зіграв ролі в таких фільмах, як «Чарлі та шоколадна фабрика» Тіма Бертона (роль — дідусь Джо, 2005) і «Агент Коді Бенкс 2: Пункт призначення — Лондон» (2004). Зіграв головного героя Френка Ковака у фільмі-містерії «Скринька Ковака», у рідкісній ролі лиходія. 
У 2007 році знявся у фільмі «Зоряний пил» з Робертом Де Ніро та Мішель Пфайффер, який також став його останнім фільмом. Багато працював на радіо, зокрема був гостем у програмі «Балді» на BBC Radio 4.

## Подальше життя і смерть
Келлі був одружений з акторкою Лорі Мортон, яка пережила його разом з дітьми Девідом і Міріам. Помер після нетривалої хвороби 12 лютого 2012 року у віці 82 років. 
Газета Айріш Таймс назвала його — «Великим дідусем ірландського акторства». 
У 2012 році відбулася католицька похоронна меса в церкві Чудотворного Медальйона в рідному місті актора — Дубліні. Келлі кремований на цвинтарі і крематорії Маунт-Жером.

## Нагороди та відзнаки
У 1991 році Келлі — отримав нагороду Гелен Гейз «За видатну роль другого плану» у фільмі «Плейбой західного світу», поставленому в Центрі Кеннеді, а також номінацію на премію Гільдії кіноакторів США за фільм «Сюрприз старого Неда» (1998).
У 2005 році Келлі — отримав нагороду Ірландської академії кіно і телебачення за життєві досягнення, а також номінацію за найкращу чоловічу роль другого плану у фільмі «Чарлі та шоколадна фабрика».

## Фільмографія та телебачення
| Рік  |    | Українська назва                               | Оригінальна назва                       | Роль                   |
| ---- | -- | ---------------------------------------------- | --------------------------------------- | ---------------------- |
| 1956 | ф  | Не та людина                                   | The Wrong Man                           | поліцейський           |
| 1965 | ф  | Юний Кессіді                                   | Young Cassidy                           | О’Браєн                |
| 1967 | ф  | Вілліс                                         | Ulysses                                 | Гарретт Дізі           |
| 1969 | ф  | Пограбування по-італійськи                     | The Italian Job                         | Вікар                  |
| 1970 | ф  | Втеча з табору Маккензі                        | The McKenzie Break                      | ад'ютант               |
| 1973 | с  | Ферма Еммердейл                                | Emmerdale                               | Мік Кейвен             |
| 1975 | с  | Вежі Фолті                                     | Fawlty Towers                           | О’Райлі                |
| 1976 | ф  | Наступна людина                                | The Next Man                            | шофер в Ірландії       |
| 1977 | ф  | Бузкове таксі                                  | Un taxi mauve                           | маленька людина        |
| 1977 | ф  | Портрет художника в юності                     | A Portrait of the Artist as a Young Man | декан факультету       |
| 1982 | тф | Горбань із Нотр-Дама                           | The Hunchback of Notre Dame             | господар таверни       |
| 1983 | тф | Червоний монарх                                | Red Monarch                             | Серго                  |
| 1983 | ф  | Людина-загадка                                 | The Jigsaw Man                          | Кемерон                |
| 1983 | тф | Комедія помилок                                | The Comedy of Errors                    | Бальтазар              |
| 1984 | ф  | Енн Девлін                                     | Anne Devlin                             | доктор Тревор          |
| 1985 | ф  | Війна Страйкера                                | Stryker’s War                           | Н/Д                    |
| 1986 | ф  | Пірати                                         | Pirates                                 | судновий лікар Хуаніто |
| 1991 | с  | Мерлін із кришталевої печери                   | Merlin of the Crystal Cave              | поет                   |
| 1992 | ф  | На захід                                       | Into the West                           | дідусь                 |
| 1994 | ф  | Кохання без імені                              | Man of No Importance                    | Крісті Ворд            |
| 1994 | ф  | Місячний танець                                | Moondance                               | містер Данвуді         |
| 1994 | с  | Скарлетт                                       | Scarlett                                | Голл Портер            |
| 1995 | ф  | Втеча з країни                                 | The Run of the Country                  | батько Ґейнор          |
| 1995 | тф | Викрадений                                     | Kidnapped                               | оружейный мастер Ангус |
| 1997 | ф  | Звідник                                        | The MatchMaker                          | О’Коннор               |
| 1998 | ф  | Сюрприз старого Неда                           | Waking Ned                              | Майкл О’Салліван       |
| 2000 | ф  | Звичайний злочинець                            | Ordinary Decent Criminal                | Френк Гроган           |
| 2000 | ф  | Зелені пальці                                  | Greenfingers                            | Фергус Вілкс           |
| 2001 | ф  | Костолом                                       | Mean Machine                            | Док                    |
| 2002 | ф  | Пакун                                          | Puckoon                                 | О’Тул                  |
| 2003 | ф  | Містики                                        | Mystics                                 | Дейв                   |
| 2004 | ф  | Агент Коді Бенкс 2: Пункт призначення — Лондон | Agent Cody Banks 2: Destination London  | Трайвал Дженкінс       |
| 2004 | ф  | Закони привабливості                           | Laws of attraction                      | священик / Майкл       |
| 2004 | ф  | Хлопчик з кальцію                              | The Calcium Kid                         | Педді О'Фленнаган      |
| 2005 | ф  | Чарлі та шоколадна фабрика                     | Charlie and the Chocolate Factory       | дідусь Джо             |
| 2006 | ф  | Скринька Ковака                                | The Kovak Box                           | Френк Ковак            |
| 2006 | ф  | Бесіди з Богом                                 | Conversations with God                  | проводить співбесіду   |
| 2007 | ф  | Зоряний пил                                    | Stardust                                | Тайлер                 |